# Campionati norvegesi di ski cross 2009
I Campionati norvegesi di ski cross 2009 si sono svolti a Voss il 24 maggio. Il programma ha incluso sia la gara femminile che la gara maschile. 
Trattandosi di competizioni valide anche ai fini del punteggio FIS, vi hanno partecipato anche sciatori di altre federazioni, senza che questo consentisse loro di concorrere al titolo nazionale norvegese.

## Risultati

### Uomini
| Pos. | Atleta                  | Nazione   |
| ---- | ----------------------- | --------- |
| 1    | Niklas Andersson        | Svezia    |
| 2    | Morten Ring Christensen | Norvegia  |
| 3    | Petr Takar              | Rep. Ceca |
| 4    | Boerge Soevik           | Norvegia  |
| 5    | Anders Rekdal           | Norvegia  |

### Donne
| Pos. | Atleta                 | Nazione       |
| ---- | ---------------------- | ------------- |
| 1    | Marte Høie Gjefsen     | Norvegia      |
| 2    | Sigrid Rykhus          | Norvegia      |
| 3    | Anne Cecilie Brusletto | Norvegia      |
| 4    | Sarah Schädler         | Liechtenstein |